# Азиатский белохохлый калао
Азиатский белохохлый калао (лат. Berenicornis comatus) — вид птиц из семейства птиц-носорогов, единственный в роде белохохлых калао (Berenicornis). Обитает в Брунее, Индонезии, Малайзии, Мьянме и Таиланде. Находится под угрозой исчезновения. Его естественной средой обитания являются субтропические и тропические леса.
Достигают длины 83—102 сантиметров и массы 1,3—1,5 килограмма. Самцы крупнее самок. Оперение чёрно-белое. Голова, шея, грудь и хвост белые, а остальное оперение чёрное. Он имеет белые корончатые перья, образующие гребень. Между глазом и клювом и на горле голая тёмно-синяя кожа. Клюв в основном чёрный, с желтоватым основанием. Как и у большинства птиц-носорогов, на верхней части клюва есть чёрноватая каска. У самок чёрная шея и нижняя часть тела.